# Colmen
Colmen (Duits:Kolmen) is een gemeente in het Franse departement Moselle (regio Grand Est) en telt 227 inwoners (2005). De plaats maakt deel uit van het arrondissement Forbach-Boulay-Moselle.

## Geografie
De oppervlakte van Colmen bedraagt 4,8 km², de bevolkingsdichtheid is 47,3 inwoners per km².
De onderstaande kaart toont de ligging van Colmen met de belangrijkste infrastructuur en aangrenzende gemeenten.

## Demografie
Onderstaande figuur toont het verloop van het inwonertal (bron: INSEE-tellingen).